# ヤング・タイガー
ヤング・タイガー（原題:I giovani tigri 英題:The Young Tigers 仏題: Les jeunes tigres）は1967年公開のイタリア映画。日本未公開。

## 概要
ヘルムート・バーガー初主演の幻の青春映画。典型的なアイドル映画であり、ピッチオーニのお洒落なサウンドが評判であり、現在ではサントラがやっと発売された。当時無名の新人を中心に集めて撮られたフレッシュでお気楽な青春ライト・コメディでヨーロッパではそこそこヒットした。なお、レイモンド・ラブロックが端役で出演していたが、主要メンバーでその後スターで成功したのはヘルムートのみであった。
但しヘルムート自身はのちに、この映画に対し『とにかくバカバカしい映画だったよ』と否定的ともいえるコメントをしている。

## 内容
無軌道に振舞おうとする5人の大学生たちの奔放な姿を描いていて、ヘルムートは女の子大好き、車大好き、ダンスパーティー大好きという青年役を演じている。

## キャスト
- ヘルムート・バーガー
- マルティーヌ・マル
- ルカ・デ・フィリッポ
- レイモンド・ラブロック

## サントラ
日本では「若き虎たち」のタイトルで発売。（2010年1月27日より発売）
- レーベル: ヴェリタ・ノーテ
- 収録時間: 66 分
- ASIN: B002WQSV4M